# Daniel Ronget
Daniel Ronget (Aubonne, 30 augustus 1919 – (?), 2000) was een Zwitsers componist en muziekuitgever.

## Levensloop
Ronget richtte in Yverdon de muziekuitgeverij "Edition D. Ronget" op, die in 1983 van de "Edition Paul Joy", Le Mont-sur-Lausanne overgenomen werd. Ronget zelf bewerkte en componeerde werken voor harmonie- en fanfareorkesten. Van zijn eigen werken is de Petite Suite, in vier delen voor harmonie- of fanfareorkest bekend.